# جامعة فنربخشة
جامعة فنربخشة أو جامعة فنربهتشة (بالتركية: Fenerbahçe Üniversitesi)‏ هي جامعة تركية خاصة تأسست عام 2016 بواسطة مؤسسة نادي فنربخشة الرياضي.

## الكليات

### كلية الاقتصاد والعلوم الإدارية
- اللغة الإنجليزية وآدابها.
- الاقتصاد.
- العلوم السياسية والعلاقات الدولية.
- التمويل الدولي والبنوك.

### كلية العلوم الصحية
- التغذية والحمية.
- العلاج الطبيعي وإعادة التأهيل.
- التمريض.
- القبالة.
- العلاج بالممارسة.

### كلية الاتصالات
- العلاقات العامة والدعاية.
- الإذاعة والتلفزيون والسينما.
- وسائل الإعلام الجديدة والاتصالات.

### كلية العلوم الرياضية
- التدريب.
- الرياضة والتربية البدنية.
- الإدارة الرياضية.

### كلية الهندسة والعمارة
- هندسة الحاسوب.
- الهندسة الصناعية.
- العمارة الداخلية والتصميم البيئي.

### المدرسة المهنية للخدمات الصحية
- صحة الفم والأسنان.
- التخدير.
- خدمات غرفة العمليات.
- تكنولوجيا الأسنان الصناعية.
- غسيل الكلى.
- العلاج الطبيعي.
- الإسعافات الأولية والطارئة.
- العلاج الإشعاعي.
- تقنيات التصوير الطبي.
- تقنيات المختبرات الطبية.

## مراكز الأبحاث
- مركز دراسات الممارسات والبحوث الأفريقية.
- مركز دراسات الممارسات والبحوث الأوروبية.
- مركز أبحاث وممارسات التكنولوجيا والابتكار.
- مركز أبحاث وممارسات الفضاء السيبراني.
- مركز أبحاث وممارسات تدريس اللغة التركية.
- مركز أبحاث وممارسات التعليم عن بعد.